# Šmarčna
Šmarčna este o localitate din comuna Sevnica, Slovenia, cu o populație de 95 de locuitori.